# Evangelische Kirche (Mahlberg)

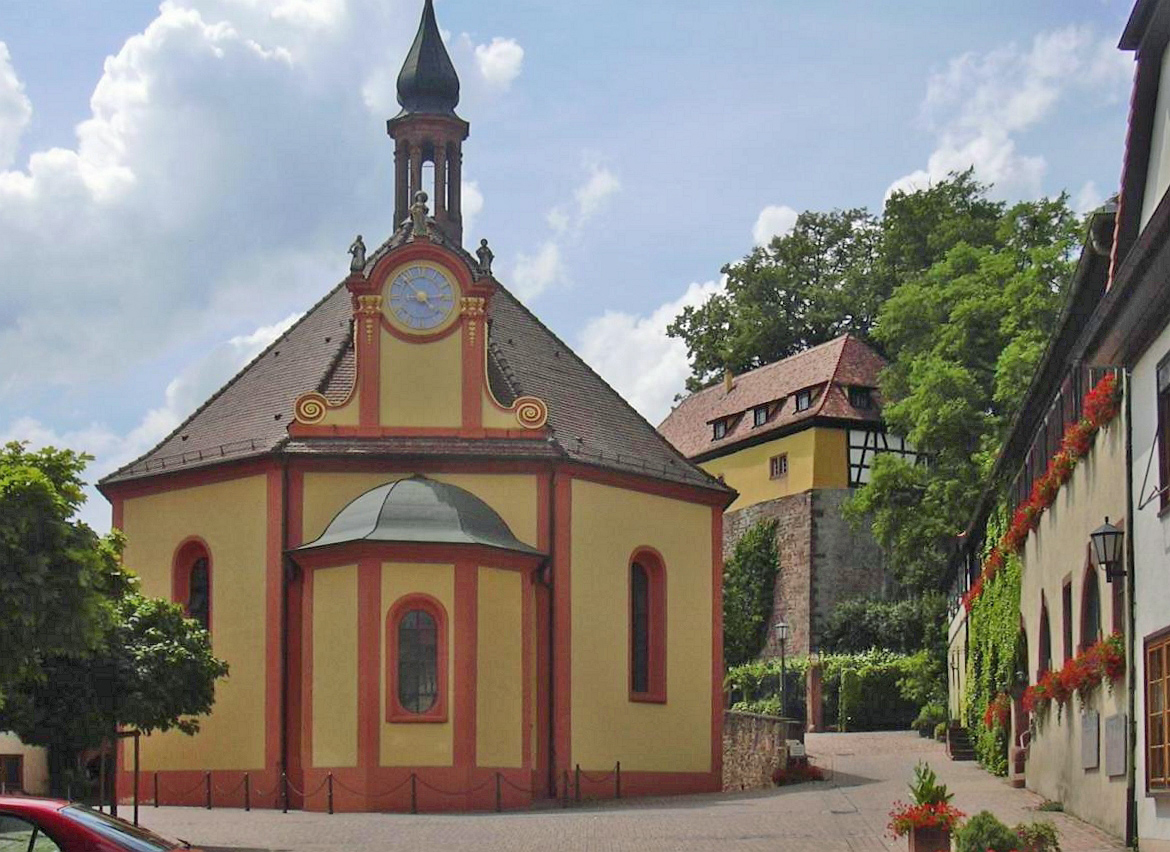
Evangelische Kirche in Mahlberg

Die ehemalige Kapelle St. Katharina des Schlosses Mahlberg ist die heutige Evangelische Kirche von Mahlberg, einer kleinen Stadt im Ortenaukreis von Baden-Württemberg. Die Kirchengemeinde gehört zum Kirchenbezirk Ortenau der Evangelischen Landeskirche in Baden. Das Bauwerk ist beim Landesamt für Denkmalpflege Baden-Württemberg als Baudenkmal eingetragen.

## Beschreibung

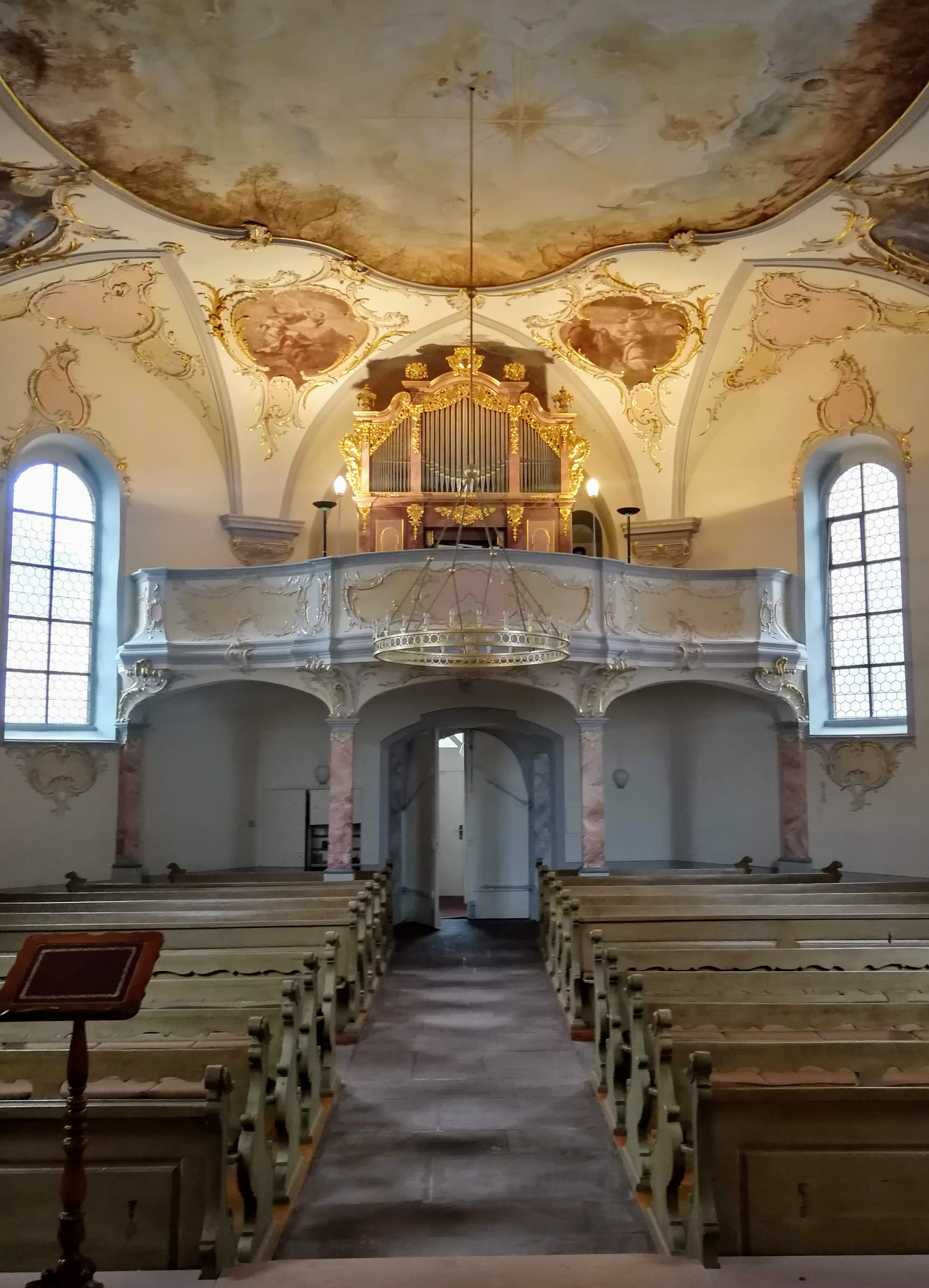
Innenraum, Blick zur Orgel (2019)

Der oktogonale Zentralbau wurde 1687 erbaut. Er hat einen dreiseitig geschlossenen Chor im Osten und einen 1870 angefügten Glockenturm im Westen. Auf dem Zeltdach des Oktogons erhebt sich ein Dachreiter. Die Wand am Chor ist mit einem Volutengiebel bedeckt, in dem sich ein Zifferblatt befindet.
Der Innenraum des Oktogons ist mit einem Spiegelgewölbe überspannt. Die Deckenmalerei mit der Darstellung der heiligen Katharina stammt von Johann Pfunner. Die Kirchenausstattung stammt aus der zweiten Hälfte des 18. Jahrhunderts. Die Orgel auf der Empore mit 16 Registern auf zwei Manualen und Pedal wurde 1999 als Opus 154 von Jürgen Ahrend Orgelbau errichtet. Der Prospekt ist eine Kopie der Silbermann-Orgel auf Schloss Burgk. Außerdem besitzt die Kirchengemeinde eine Truhenorgel des gleichen Erbauers.